# Great Buse Bay
Great Buse Bay is een baai in de Canadese provincie Newfoundland en Labrador. De kleine inham bevindt zich in een afgelegen gebied in het uiterste noorden van het eiland Newfoundland. In de 17e en 18e eeuw was Great Buse Bay een seizoensgebonden uitvalsbasis voor Franse en later Engelse vissers.

## Geografie
De baai ligt aan de oostkust van het Great Northern Peninsula van Newfoundland, op 6 km ten zuiden van de toegang tot Hare Bay. Ze ligt ruim 3,5 km ten noorden van Grandois, de dichtstbij gelegen nederzetting. Ze ligt voorts zo'n 2 km ten zuiden van de veel grotere natuurlijke haven Great Islets Harbour en ruim 4 km ten zuidwesten van de Fischoteilanden. Direct ten westen van de baai ligt de Great Buse, een opvallende en ruim 140 m hoge heuvel.
De baai reikt tot 800 m ver in het binnenland. De voorste helft van Great Buse Bay is tot 250 m breed, terwijl het achterste gedeelte gemiddeld slechts 100 m breed is. In dat smallere, achterste gedeelte monden twee beken uit. De noordelijke oever is begroeid met struweel, terwijl de inham aan westelijke en zuidelijke zijde uitgeeft op een vrij dunbegroeid coniferenwoud.
Great Buse Bay is te voet bereikbaar via een wandelroute doorheen de wildernis die vertrekt vanuit Grandois.

## Geschiedenis
De inham maakte deel uit van de Petit Nord, het noordelijke gedeelte van de zogenaamde Franse kust van Newfoundland. Langs dat deel van de Newfoundlandse kust had Frankrijk eeuwenlang visserij- en visverwerkingsrechten (tot 1904). In de 17e eeuw stond de baai bekend als La Grande Buche en hadden de Fransen er een kleine, seizoensgebonden visserijnederzetting uitgebouwd. In 1640 waren er tien vissersboten vanuit het haventje actief. In 1680 was het aantal Franse boten gestegen tot dertien. In geen enkele Franse telling erna wordt de plaats nog vermeld. Vermoedelijk geraakte Great Buse Bay, net als andere erg kleine fishing rooms, grotendeels in onbruik als uitvalsbasis, op niet-frequent gebruik na.
Bij een Franse telling van vissersboten langs de cote française in 1764 stelde men vast dat Great Buse Bay toen in gebruik was door Engelse vissers. De Fransen noemden de baai, bij monde van François-Thomas Le Tourneur, in een verslag toen kortweg la Buse en beschreven het als een kleine inham die geschikt was om enkele boten veilig aan te meren en enkele gebouwen rond te zetten. La Buse werd tegelijk beschreven als ongeschikt om met schepen te betreden, wat als reden werd gegeven voor het weinige gebruik van de inham.
Na eeuwen in onbruik geweest te zijn, is er op heden geen zichtbaar restant van de kleine nederzetting meer bewaard gebleven. 